# آتسوشی کاتاگیری
آتسوشی کاتاگیری (انگلیسی: Atsushi Katagiri؛ زادهٔ ۱ اوت ۱۹۸۳) بازیکن فوتبال اهل ژاپن است.
از باشگاه‌هایی که در آن بازی کرده‌است می‌توان به باشگاه فوتبال ناگویا گرامپوس و باشگاه فوتبال روساریو سنترال اشاره کرد.